# 1390'erne f.Kr.
Århundreder: 15. århundrede f.Kr. – 14. århundrede f.Kr. – 13. århundrede f.Kr.
Årtier: 1420'erne f.Kr. 1410'erne f.Kr. 1400'erne f.Kr. – 1390'erne f.Kr. – 1380'erne f.Kr. 1370'erne f.Kr. 1360'erne f.Kr. 1350'erne f.Kr. 1340'erne f.Kr. 1330'erne f.Kr. 1320'erne f.Kr.
Årstal: 1399 f.Kr. 1398 f.Kr. 1397 f.Kr. 1396 f.Kr. 1395 f.Kr. 1394 f.Kr. 1393 f.Kr. 1392 f.Kr. 1391 f.Kr. 1390 f.Kr.

## Begivenheder
- ca. 1390 f.Kr. – Farao Amenhotep III (18. dynasti) starter sin regeringsperiode.
- ca. 1390 f.Kr.–1352 f.Kr.: buste fra Kom Medinet el-Ghurab (i nærheden af al-Lahun) forestillende Dronning Teje blev lavet. 18. dynasti. Busten er nu på Staatliche Museen zu Berlin, Preussischer Kulturbesitz, Ägyptisches Museum i Berlin.
- Hittitterne blev regeret af kong Arnuwanda I (indtil 1360).

## Betydningsfulde personer
- ca. 1390 f.Kr. — Farao Amenhotep III (18. dynasti) kommer til magten.

## Født
- ca. 1398 f.Kr. — Teje, til en ægyptisk adelsmand og hans kone Tjuyu. Hun bliver senere farao Amenhotep III's kone.
- 1393 f.Kr. — Moses fødes

## Dødsfald
- 1397 f.Kr. — Pandion I, den mytiske konge af Athen dør efter 40 år på tronen og efterfølges af hans søn Erechteus